# Papat tusculà

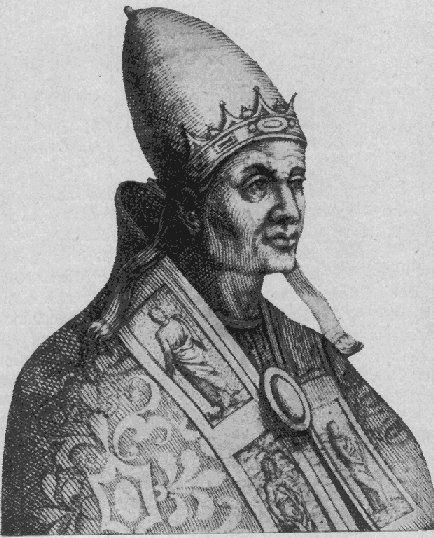
El Papa Benet VIII (1012-1024)

El papat tusculà va ser un període de la història papal del 1012 al 1048, on tres comtes successius de Túsculum es van instal·lar com a papa.

## Antecedents
Teofilacte I, comte de Túsculum, la seva esposa Teodora, i la seva filla Marozia van dominar el nomenament de papes del 904 al 964. Els amants de Teodora i Marozia, així com el fill i el net de Marozia, van ser elevats al papat durant aquest període. No obstant això, un comte de Túsculum encara no havia intentat nomenar-se ell mateix papa fins al 1012. Els seus rivals, els Crescentii, havien ocupat el papat del 974 al 1012.
Segons Cushing, «de moltes maneres, el respecte cada vegada més gran de l'autoritat papal des de mitjans del segle x fins a mitjans del segle xi es pot veure millor a través de l'espectre de dues famílies romanes: els crecentians i els tusculans, que el control del papat tindria ramificacions importants tant per al control com per a la direcció de la reforma». Els Crescentii i els comtes de Túsculum eren descendents de Theophylacte I, l'anterior vestararius papal. Els Crescentii havien cooperat amb l'emperadriu alemanya Theophanu i Otó III, emperador del Sacre Imperi Romà, que residiren a Roma entre el 999 i el 1001.
Els Tusculans no van expropiar les propietats de l'església per augmentar les posicions ja substancials de la seva família; de fet, sembla que van gastar els seus propis recursos per augmentar el poder del papat. Segons Luscombe i Riley-Smith, «a diferència dels crecentians, que es van basar en gran manera en la consolidació de la seva pròpia dinastia i dels seus partidaris del ducat de Roma com a magnats i terratinents laics, sovint a costa del poder temporal de l'Església romana: els tusculans van utilitzar el seu poder i els seus èxits seculars per reforçar la posició del papat entre la noblesa romana. La posició del Patrician, tan important per al govern crecentià, va quedar vacant».
Durant aquest període va florir l'abat Odiló de Cluny rebent el suport de Benet VII i Joan XIX per a la immunitat monàstica. El poder dels papes tusculans va derivar tant de les seves afirmacions de la supremacia papal com de la seva capacitat per equilibrar el poder entre les famílies competidores de Roma.
Els comtes de Túsculum estaven centrats a Túsculum, sobre Frascati, protegits per una antiga fortalesa a Borghetto; els seus principals monestirs eren Grottaferrata i Subiaco; també controlaven moltes esglésies i cases religioses a Roma i als voltants.

### BenetVIII

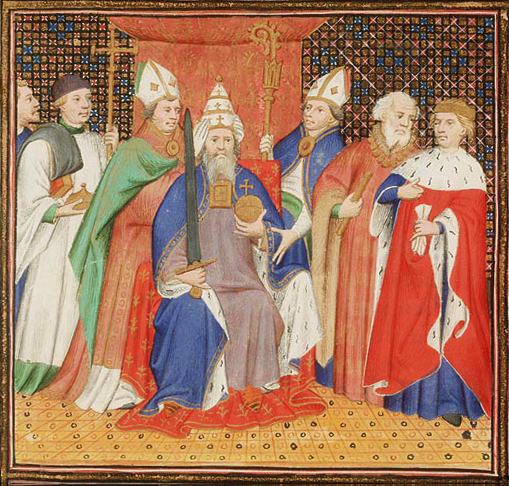
El Benet VIII corona Enric II

El 1012, Roma va veure una violenta agitació política i va acabar amb la dominació dels Crescentii i va elevar Teofilacte, fill de Gregori I, comte de Túsculum, al tron de Sant Pere sota el nom de Benet VIII (1012-1024). Benet VIII era un laic fins a la seva elecció. No obstant això, durant el seu pontificat va ser un fort defensor de la supremacia papal i freqüentment va interferir en assumptes eclesiàstics a la península italiana fora de Roma. El germà de Benet VIII, Romà, era el prefecte de la ciutat ("Senador de tots els romans". El seu altre germà, Alberic, va ser un cònsol i senador ("consul et dux"). Alberic va ser responsable de supervisar els tribunals de justícia al Palatinat Imperial, a prop de Santa Sabina.
Gregori I havia estat una figura a la cort de l'emperador Otó III com a "prefecte naval" i Alberic havia estat el "mestre del palau imperial". Altres famílies romanes encara mantenien càrrecs importants: la família Stefaniani va ocupar la prefectura de Roma i els Ottaviani van retenir el rectorat de Sabina.
Entre els primers actes de Benet VIII com a papa hi havia una campanya militar contra les fortaleses dels Crescentii al voltant de Roma. Les fortaleses Crescenzi a Sabina van ser demolides. La facció Crescentii va establir un rival per Benet VIII: l'antipapa Gregori VI (1012). Joan Crescenzi encara era el Prefecte de Roma, però aviat va ser desposseït de gran part de la seva propietat.
Benet VIII era un aliat d'Enric II, emperador del Sacre Imperi; va demanar a l'emperador que visités Roma, que ho va fer a finals del 1013 (passant el Nadal a Pavia). Un sínode convocat per l'emperador va deposar l'arquebisbe de Ravenna, que va ser reemplaçat per Arnulf, mig germà. Benet VIII i l'emperador es van reunir a Ravena i després van dirigir-se a Roma (amb l'emperador arribant més tard).
Benet VIII va confirmar els seus privilegis a Bamberg i el va coronar el 14 de febrer de 1014 com a emperador, en una cerimònia a l'antiga basílica de Sant Pere. Aquestes dotze persones es van dir el Senat de Roma sens dubte van consentir a la coronació abans que es produís. Benet VIII va visitar a Enric II a Bamberg el 1020 (on va celebrar la Pasqua) i l'emperador va arribar a Itàlia l'any següent. A Bamberg, Henry va emetre l'Henricianum, que va repetir el Diploma Ottonianum, que en si havia donat repetides donacions de terres que es remunten al papat franc. L'Henricianum, tant com la falsa "Donació de Constantí, va tenir un paper central en les reclamacions territorials i de sobirania papals en els propers segles.
Així com Enric II prometia al papa aquest territori, el papa estava sent privat de gairebé tot el seu poder temporal pels exèrcits de Joan Patricius, i els comptes hereditaris competidors havien "sorgit a banda i banda del Tíber". Mentre que els Tusculans romanien forts a les muntanyes Llatines, els comtes de Segni controlaven Campània, els Crescentii Sabina, els comtes de Galeria controlaven Toscana, i els Thrasmundus, els Berardus i els Oderisius retenien el territori Marsià fins a Subiaco. Segons Gregorovius «Els dominis fundats per ells pels carolingis, els papes tenien poc més enllà de les gestes grogues de regal en els seus arxius».
En 1016, una flota pisana i genovesa va derrotar els àrabs, en una victòria que Benet VIII pot tenir alguna cosa a veure amb; possiblement també es va aliar amb els normands contra els romans d'Orient al sud d'Itàlia. Benet VIII fins i tot va conduir una força aliada contra Músetus, que va escapar després de la batalla de Luni. No obstant això, en 1018, Melus, el líder de la rebel·lió contra els grecs, va ser derrotat. Els alemanys van honrar el Henricianum el 1022 enviant el seu propi exèrcit al sud d'Itàlia.
En 1022, Benet VIII va celebrar amb Enric II un concili a Ravenna que va emetre severes prohibicions contra el concubinatge clerical.

### Joan XIX
Romanus, germà de Benet VIII, el va succeir com a papa Joan XIX (1024-1032). Joan XIX no va renunciar als seus títols seculars ("dignitat senatorial") en ser elegit papa; els documents no es referirien a ell com a "senador", sinó com a "Comte Palatí i Cònsol". Segons Cushing, Joan XIX era "una mica menys adepte" que el seu germà en cooperar amb el successor d'Enric II, Conrad II, però que "no era de cap manera un titella".
Joan XIX estava obert a un acostament amb l'emperador romà d'Orient Basili II Bulgaròcton i estava disposat a declarar el patriarca de Constantinoble un bisbe ecumènic; els bisbes italians i la congregació de Cluny, però, es van oposar a aquests moviments.

### Benet IX
El papa Benet IX (1032-1044, 1045, 1047-1048) era nebot de Benet VIII i Joan XIX. Norwood Young anomena a Benet IX el «Neró del papat Tusculà. El poder absolut sembla paralitzar el cervell si s'aplica a una edat primerenca». Segons Cushing, «la relació dels [seus] crims i la seva desviació es va tornar cada vegada més desgraciada, ja que els reformadors van créixer al poder», però va ser adequat i creïble durant els primers 12 anys del seu pontificat, potser immensament pietós. " Una altra interpretació dels seus primers dotze anys és proporcionada pel successor Víctor III:
| « | Liderant una vida tan vergonyosa, tan mala, tan execrable que estremeix descriure-la. Va governar com un capità de bandits, més que com a prelat. Adulteris, homicidis perpetrats per la seva pròpia mà, passares desapercebuts, sense revenges; perquè el patrici de la ciutat, Gregori, era el germà del Papa; i un altre germà, Pere, un partidari actiu […] Els pobles oprimits es van esgotar a la fi dels seus robatoris, assassinats i abominacions. Es van aixecar i el van expulsar de la ciutat i van procedir a l'elecció de Joan Bisbe de Sabina, que va prendre el nom de Silvestre III. | » |

A la tardor 1044, la posició de Benet IX va ser "seriosament amenaçada" per la creació del Papa Silvestre III (1045). El maig de 1045, Benet IX va renunciar al papat a favor de Joan Gracià, que es va convertir en el Papa Gregori VI (1045-1046). Enric III, emperador del Sacre Imperi Romà, va conèixer a Gregori VI el 1046 i el va rebre favorablement. Tanmateix, el mes de desembre, Enric III havia canviat de parer i va ordenar a Benet IX, Silvestre III i Gregori VI, que apareguessin davant seu en un sínode a Sutri. Gregori VI va ser l'únic que es presentà, i se'l va declarar culpable de simonia i va ser deposat el 20 de desembre. Silvestre III ja havia deixat de ser papa i va tornar a actuar com a bisbe de Sabina, però també va ser privat dels seus ordes i obligat a retirar-se a un monestir.
Tres dies més tard, a Roma, Benet IX va ser excomunicat per simonia i el candidat d'Enric III, Suidger, bisbe de Bamberg, va ser instal·lat com a Papa Climent II (1046-1047).

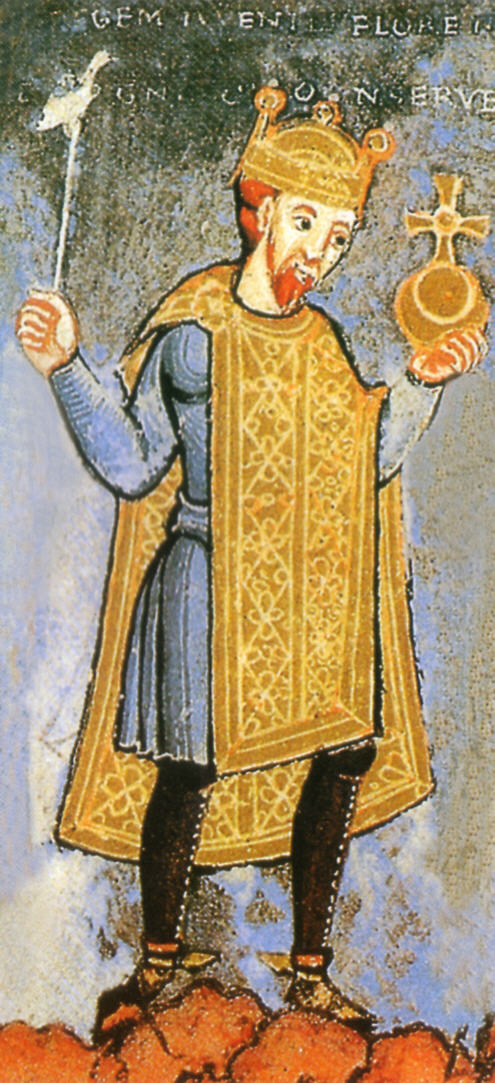
Enric III deposat
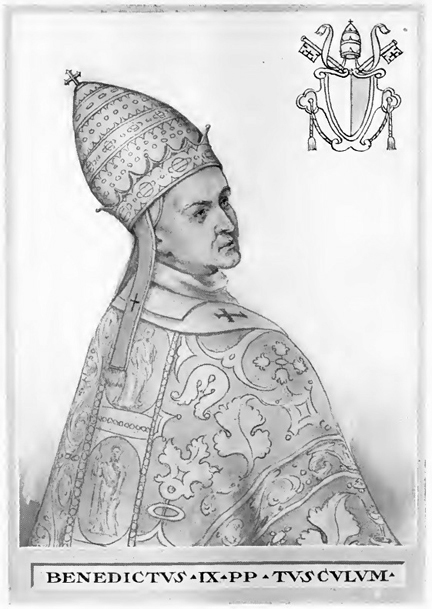
Benet IX,
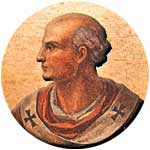
Silvestre III,
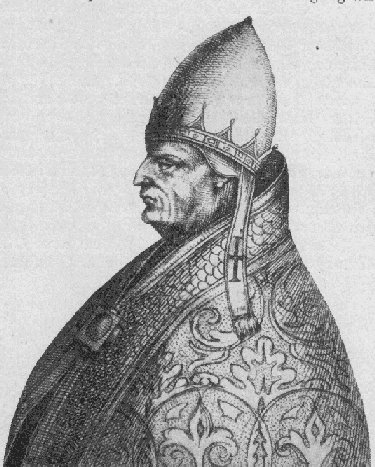
I Gregori VI
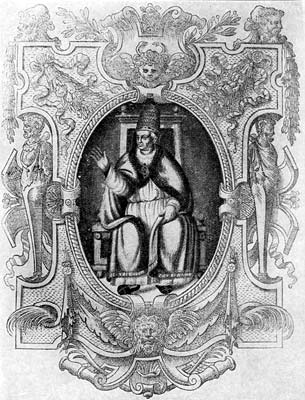
I instal·là Climent II.

## Resultat
Segons John Cowdrey, «la decadència dels tusculans i dels crescentians estava equilibrada en certa manera per l'aparició de noves famílies que havien de proporcionar un valuós suport per a Gregori VII i els papes que el van seguir», incloent les famílies Frangipani i Pierleoni.

## Llegat
El papat tusculà «va plasmar altres aspectes de la política papal molt més enllà dels regnes propis dels papes tusculans». La cancelleria va experimentar canvis importants i es va introduir la clàusula filoque. Un sínode posterior a la coronació d'Enric II el 1014 va acordar adoptar el costum franc de recitar el Credo niceno juntament amb altres pregàries a la missa els diumenges i altres festes.